# 電子エネルギー損失分光

ゼロ･ロスピーク、プラズモン共鳴、コア･ロスピーク、微細構造を示した理想的なEELSスペクトル。

電子エネルギー損失分光（でんしエネルギーそんしつぶんこう、Electron energy-loss spectroscopy、EELS）とは、物質に電子線を照射し、非弾性散乱によるエネルギー損失を測定することで元素分析や状態分析をする手法。
照射する電子線を絞ることで局所分析ができる。高空間分解能のEELSではnmオーダーの電子線を用いている。高感度のEELSを用いれば１原子を分析することもできる。

## 原理

### 電子の非弾性散乱
単色化された電子を固体に照射したとき、以下のような非弾性散乱によるエネルギー損失が起こる。
- 原子振動(フォノン)：0〜500meV
- 価電子帯の電子のバンド間電子遷移：数10eV
- プラズモンなどの素励起：数10eV
- 内殻電子の電子遷移：数10〜数1000eV

### EELSスペクトル
EELSスペクトルは以下から構成される。
- ゼロロスピーク：弾性散乱による。
- ローロス領域：プラズモン共鳴、バンド間遷移による。
  - プラズモン共鳴のエネルギーは電子密度にのみ依存するため、局所的な電子密度が測定できる。
  - バンド間遷移をクラマース・クローニッヒ解析をすることで1電子遷移確率（結合状態密度、JDOS）が求まる。このスペクトルから局所的な複素屈折率や反射係数を求めることができる。
- コアロス領域：内殻電子遷移による。内殻電子の遷移による吸収（エネルギー損失）は元素に依存するため、元素分析ができる。また吸収端の微細構造（ELNESとEXELFSと呼ばれる）を解析することで、X線照射によるXAFS（XANESとEXAFS）と同様に、状態分析ができる。

## 透過EELS
透過型電子顕微鏡によって薄膜を透過した電子を測定し、厚み方向に平均化した情報を解析することで薄膜のバルク分析ができる。
エネルギー分解能はEDSよりはるかに高いため、元素分析だけでなく状態分析もできる。
照射する電子線を1nm以下に絞ることで、固体の局所的な状態分析ができる。
照射する電子は100〜1000keVと高エネルギーである。

## 反射EELS
1〜2000eV程度の低速電子を用いるため、低エネルギーEELS（LEELS）とも呼ばれる。
固体表面の数原子の層や、表面に吸着した分子などの表面分析ができる。
特にミリeVのEELSを高エネルギー分解能で測定する方法を、高分解能EELS(HREELS)と呼ぶ。
また損失ピークの角度依存性を測定して表面状態を詳細に分析する方法を角度分解EELS（AR-EELS ）と呼ぶ。